# Kyoto Shugoshoku
O Protetor de Kyōto (京都守护职, Kyōto Shugoshoku) foi um cargo burocrático do shogunato Tokugawa criado em 1862 e que durou até 1868 . O Shugoshoku era responsável por manter a paz na cidade de Kyōto e seus arredores, e neste papel, largamente suplantava o papel do Kyōto Shoshidai que tinha funções parecidas, embora os dois escritórios existiram lado a lado até 1867. Para este exito contava com o Shinsengumi 
Matsudaira Katamori de Aizu ocupou o cargo durante a maior parte de sua existência, com a exceção de um breve período em 1864, quando o cargo foi ocupado por Matsudaira Yoshinaga do Domínio de Fukui . 

## Lista dos Kyōto Shugoshoku
1. Matsudaira Katamori (1862-1864, 1864-1868) [3].
2. Matsudaira Yoshinaga , também conhecido como Keiei Matsudaira (1864) [3].